# Orhonvallei
De Or(c)honvallei ligt in het hart van Mongolië op ongeveer 370 km van de hoofdstad Ulaanbaatar. De ligging nabij de rivier Orhon (Orchon) verklaart de naam. De Orhonvallei is in 2004 uitgeroepen tot Werelderfgoed door UNESCO. De vallei heeft een grote betekenis voor de Centraal-Aziatische volkeren en hun historie. Zo hadden de Turkse Oeigoeren hun Oeigoers Rijk rondom de Orhonvallei gevestigd; hun hoofdstad Ordu-balık lag ook daar. De resten van deze stad zijn later door archeologen teruggevonden. Ook het Mongoolse Rijk van Ghengis Khan had zijn centrum in de Orhonvallei. Net als het Oeigoers Rijk had dit wereldrijk tevens zijn hoofdstad in de Orhonvallei, ook deze resten zijn inmiddels opgegraven. Hiernaast zijn er ook archeologische resten gevonden van het Grote Rijk der Hunnen (220 v.C. - 216 n.C.), Rijk der Göktürken (552 - 745) en vele andere Centraal-Aziatische beschavingen.

## Klimaat en ligging

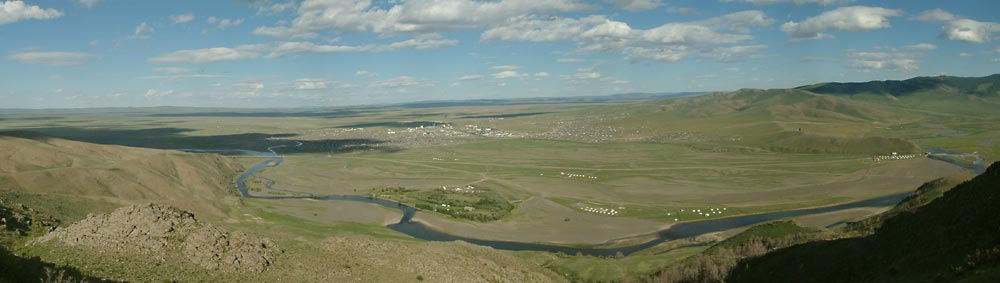
Een zicht op de Orhon

De Orhonvallei ligt in het centrum van Mongolië, op ongeveer 1.500 meter boven de zeespiegel. De Gobiwoestijn en Siberische bossen zijn twee tegengestelde naburige gebieden. Ook geldt de Orhonvallei als de watergrens van het Aziatische steppegebied, mede door deze rijkdom aan water is de Orhonvallei uiterst vruchtbaar. Dit is ook duidelijk te merken aan al het gewas en groen dat daar groeit. Het is verder een van de weinige gebieden waar men binnen 100 km droog steppegebied, dichtbegroeide bossen, onvruchtbaar woestijngebied en een uiterst groene vallei kan bezichtigen.
In de winter is het in de Orhonvallei -35 graden terwijl het in de zomer +35 graden is. Ook het verschil tussen dag en nacht is zeer hoog, dit kan oplopen tot 15 graden overdag en -10 graden 's nachts. Jaarlijks is er relatief weinig neerslag, met een gemiddelde 200-250 mm per jaar. Ruim 75% hiervan valt in juli of augustus uit de hemel. Het gebied wordt overigens druk bezocht door toeristen en wordt gezien als een van de mooiste gebieden in Mongolië.

## Culturele geschiedenis
De 1220 km lange Orhonrivier en de vallei is in 2004 door UNESCO uitgeroepen tot Werelderfgoed en opgenomen in de officiële Werelderfgoedlijst.
De belangrijkste sites (Special Protected Areas) zijn:
- Karakorum: De hoofdstad van Ghengis Khan (1206-1227) en zijn imperium.
- Erdene Zuu: De in 1586 gebouwde boeddhistentempel, de eerste in Mongolië.
- Khöshöö Tsaidam: Gedenktekencomplexen ter ere van khan Bilge (683-734) en zijn broer Kultegyn (684-731).
- Khar Balgas: Ruïnes van de eerste hoofdstad van het Turks-Oeigoerse khanaat Ordu-balık.
- Tövkhen: De op 2600 meter hoogte gebouwde eeuwenoude tempel.